# Charles M. Hays

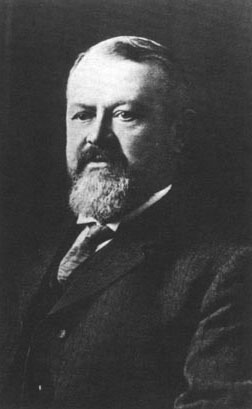
Charles M. Hays, en 1912

Charles Melville Hays (Rock Island, Illionis, 16 de mayo de 1856-Océano Atlántico Norte, 15 de abril de 1912) fue un prominente empresario estadounidense del ferrocarril, presidente de la Grand Trunk Railway. Supervisó la construcción del Grand Trunk Pacific Railway, del cual fue nombrado presidente en 1904. Sin embargo, no vivió para ver la inauguración, ya que falleció en el hundimiento del RMS Titanic, ocurrido en abril de 1912. 

## Principios
Charles M. Hays nació en Rock Island, Illinois, en la frontera con Iowa en 1856. Comenzó a trabajar para Atlantic and Pacific Railroad en 1873 a la edad de 17 años. En 1878 se convirtió en secretario del director general del Missouri Pacific Railroad y en 1884 ocupó el mismo puesto en el Wabash, St. Louis and Pacific Railway. En 1887 ascendió a director general de la subsidiaria Wabash Western Railroad y en 1889 a vicepresidente de Wabash, St. Louis y Pacific Railway. 
Hays vivió en Canadá durante muchos años y trabajó allí para Grand Trunk Railway, una de las compañías ferroviarias más grandes de Canadá en ese momento. Cuando la empresa se reorganizó en 1895, fue nombrado director general en enero de 1896. Con una breve interrupción en 1901, Hays ocupó el cargo de director general de 1899 a 1910. Desde el 1 de enero de 1910 fue presidente de toda la empresa. 

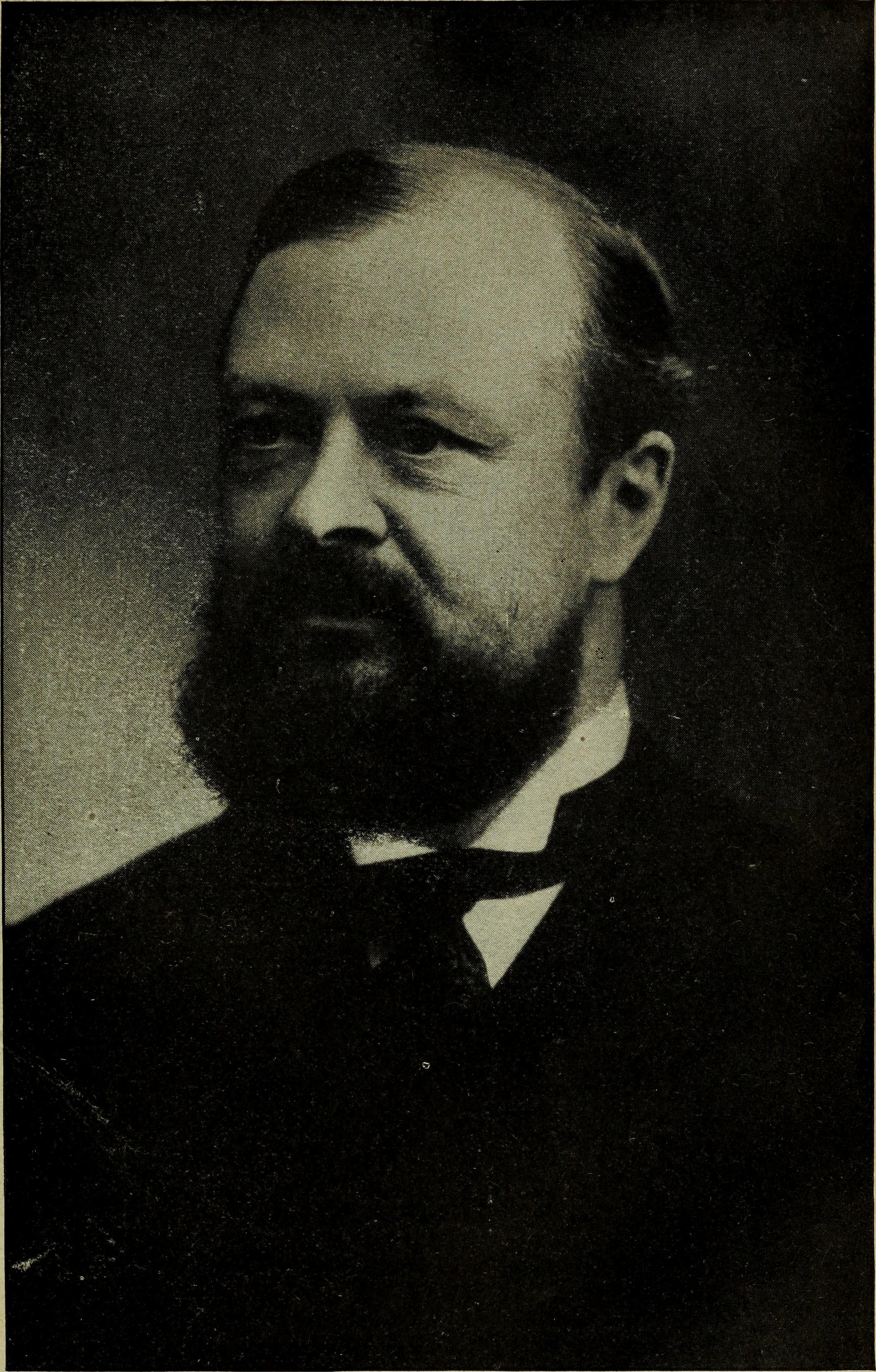
Charles M. Hays, hacia 1900.

Hays fue a Canadá durante un período de recesión económica. Su plan era dirigir la administración y operación del Grand Trunk Railway en una dirección más agresiva y amigable con los Estados Unidos. El crecimiento del ferrocarril estadounidense en la primera mitad del siglo XX se atribuye, entre otras cosas, a este hecho. También quería competir con el Canadian Pacific Railway, que tenía un número récord de transporte de pasajeros debido al auge de la inmigración desde las zonas rurales a las ciudades. 
En 1907 Charles Hays recibió la orden más alta en Japón, la Orden del Sol Naciente, por su asesoramiento en el ferrocarril nipón. En 1910 se le ofreció el título de caballero, lo que lo habría convertido en Sir Charles Hays. Sin embargo, declinó este honor porque habría resultado en la pérdida de su ciudadanía estadounidense. Hays también estaba interesado en la atención médica, la educación y la caridad. Entre otras cosas, fue director del Hospital General de Montreal, el Hospital Royal Victoria y la Universidad McGill en Montreal .

## Construcción del ferrocarril transcontinental
En 1899, los dos empresarios ferroviarios canadienses, Sir William Mackenzie y Sir Donald Mann, fusionaron varias compañías ferroviarias más pequeñas para formar Canadian Northern Railway y planificaron la construcción de una segunda conexión ferroviaria transcontinental. Sin embargo, rechazaron el apoyo financiero del gobierno canadiense porque querían hacerlo por su cuenta. Bajo la presión de Hays, Grand Trunk Railway aceptó el apoyo del gobierno, lo que se había negado estrictamente a hacer en la década de 1870. Debido a esto, el gobierno había recurrido al Canadian Pacific Railroad en ese momento. Al darse cuenta de que era un error no expandirse hacia el oeste, Hays aceptó la oferta del gobierno de construir una línea de ferrocarril desde Prince Rupert, Columbia Británica (costa oeste de Canadá) hasta Moncton, Nuevo Brunswick (costa este de Canadá). Esta línea se llamaría Grand Trunk Pacific Railway .
En octubre de 1903, la Ley Nacional de Ferrocarriles Transcontinentales fue aprobada por el Parlamento canadiense. Luego, Hays participó en la supervisión de la construcción de la sección al oeste de Winnipeg. Grand Trunk había asumido la responsabilidad de la parte occidental de la ruta mientras el gobierno se hacía cargo de la parte este de Winnipeg a Moncton, incluida la costosa construcción del Puente de Quebec sobre el río San Lorenzo. Sin embargo, la conexión completa debía ser administrada como un solo sistema por Grand Trunk Railway. En 1904, Hays fue nombrado presidente de Grand Trunk Pacific Railway. 
La palada inaugural del proyecto de construcción se echó el 11 de septiembre de 1905 en Fort William, Ontario, por el primer ministro Wilfrid Laurier. Desde allí, la Compañía de Construcción Grand Trunk Pacific construyó un tramo de vía de 190 millas hasta las cercanías de Sioux Lookout. El proyecto resultó polémico y Hays fue criticado por algunas de sus decisiones, incluida la elección de Prince Rupert como término. También hubo una falta de financiamiento a pesar del financiamiento del gobierno, en parte porque Hays insistía en "construir con los más altos estándares." A finales de 1911, la empresa tenía deudas de millones. Varias empresas nuevas deberían traer a Grand Trunk nuevamente a números rojos, incluida la construcción de una cadena de hoteles de lujo en Canadá, con uno en cada una de las principales ciudades por donde pasaba la vía. Hays ya había construido Château Laurier en Ottawa y se planearon seis más, incluido Fort Garry en Winnipeg y el Hotel Macdonald en Edmonton.
Tuvo que lidiar con una revuelta sindical y una huelga. Hays empezaba a temer la insolvencia. A pesar de las dificultades, la línea se completó, pero no hasta abril de 1914, dos años después de la muerte de Hays.

## Vida privada
El 13 de octubre de 1881, en St. Louis, Misuri, Hays se casó con Clara Jennings Gregg, de 22 años, que era de esa ciudad. Tuvieron cuatro hijas: Orian (más tarde Sra. de Thornton Davidson), Clara (más tarde Sra. de Hope C.Scott), Marjorie (Sra. de George D. Hall) y Louise (Sra. de A. Harold Grier).
En 1912, Charles Hays pasó las vacaciones de Semana Santa en París con su esposa, su hija Orian y su yerno Thornton Davidson. Después recaló en Londres, buscando apoyo financiero para Grand Trunk Railway. Como quería asistir a la inauguración del Château Laurier el 26 de abril de 1912 en Ottawa, el grupo subió como pasajeros de primera clase el 10 de abril en Southampton en el nuevo RMS Titanic, el barco más grande y lujoso del mundo en ese momento, que zarpaba en su viaje inaugural a Nueva York. Otro motivo del viaje de regreso fue la noticia del difícil tramo final del embarazo de la hija de Hays, Louise Grier, que podría necesitar una cesárea.
El grupo ocupó un total de cuatro camarotes de primera clase en la cubierta B. Los Hays se alojaron en el camarote B-69 y los Davidson en el camarote vecino B-71. La sirvienta personal de Clara Hays, Mary Perreault, se alojó en el B-73 y el joven secretario de Charles Hays, Vivian Payne, en el B-24. En la noche del 14 de abril Hays se sentó con el coronel Archibald Gracie y el magnate naviero, capitán Edward Crosby, en la sala de fumadores de primera clase y discutió con ellos sobre los rápidos avances técnicos en el transporte. Expresó su preocupación de la siguiente premonitoria manera: "La tendencia a jugar más rápido y más fácil con barcos cada vez más grandes terminará en tragedia". 
Unos 20 minutos después, el Titanic chocó contra el iceberg. Hays no parecía pensar que el barco se hundiría rápidamente. Cuando ayudó a su esposa e hija a subir a un bote salvavidas, les dijo que el barco estaría "a flote durante al menos 10 horas". Clara Hays, Orian Davidson y Mary Perreault sobrevivieron en el bote salvavidas número 3. Este fue botado por el lado de estribor, donde el primer oficial William M. Murdoch supervisó el desembarco. En contraste con Charles Lightoller en el lado de babor, Murdoch también permitió que los hombres subieran a los botes si todavía había espacio después de que las mujeres y los niños hubieran abordado. Charles Hays, su yerno y su secretario se quedaron a bordo de todos modos. Los tres murieron en el hundimiento. Las tres mujeres, junto con los otros supervivientes, fueron llevadas a bordo del RMS Carpathia a Nueva York, donde el barco atracó el 18 de abril.
En ocasiones, Orian es nombrada incorrectamente Margaret, al ser confundida con otra pasajera de primera clase con el mismo apellido, pero sin relación ni parentesco con ellos, Margaret Hays.

## Después de su muerte
El 25 de abril de 1912, todo el Grand Trunk Railway se detuvo durante cinco minutos de silencio en memoria del difunto presidente de la compañía. Al día siguiente, el barco cablero Minia, que, junto con otros barcos, tenía la tarea de recuperar a los muertos, encontró el cadáver de Charles Hays (el nº 307) flotando en el Atlántico Norte. Según uno de los marineros, "fue fácil de identificar por que llevaba muchos papeles y su reloj estaba grabado con su nombre." El día 8 de mayo de 1912, el funeral tuvo lugar en el cementerio Mount Royal en Montreal. Servicios fúnebres por Hays se llevaron a cabo el mismo día en la Iglesia Presbiteriana Estadounidense en Montreal y en la Iglesia de St. Edmund King and Martyr en Londres. Fue enterrado en la sección Pine Hill del cementerio Mount Royal (tumba 246). Su vagón de tren personal, revestido de luto en esa ocasión, en que su cuerpo fue transportado a Montreal se conserva en el Canada Railway Museum, cerca de Delson, Quebec. 
La ciudad de Melville en la provincia canadiense de Saskatchewan recibió el nombre de Hays, al igual que la Escuela secundaria Charles Hays en Prince Rupert ciudad donde hay también una estatua de él. Clara Hays no se volvió a casar después de la muerte de su esposo y vivió principalmente en Maine hasta su muerte en 1955. Fue enterrada junto a su marido. Orian Davidson también fue enterrada junto a sus padres después de su muerte en 1979.